# 苓北発電所
苓北発電所（れいほくはつでんしょ）は、熊本県天草郡苓北町年柄字苓陽1091にある九州電力の石炭火力発電所。

## 概要
1995年12月に1号機が運転を開始、2号機までが建設された。発電所構内には、発電の余熱を利用して海水から食用塩を製造する設備がある。
2号機は、発電効率向上のため、主蒸気温度および再熱蒸気温度593℃、主蒸気圧力24.1MPaとした九州電力初の超々臨界圧のボイラーおよび蒸気タービンを採用した。

## 発電設備
- 総出力：140万kW[1]

1号機
定格出力：70万kW
使用燃料：石炭
蒸気条件：超臨界圧（Super Critical）
熱効率：42.1%（高位発熱量基準）
営業運転開始：1995年12月14日
2号機
定格出力：70万kW
使用燃料：石炭
蒸気条件：超々臨界圧（Ultra Super Critical）
熱効率：42.8%（高位発熱量基準）
営業運転開始：2003年6月24日